# الدوري الجورجي الممتاز 2001–02
الدوري الجورجي الممتاز 2001–02 هو الموسم 13 من الدوري الجورجي الممتاز. أقيم خلال الفترة 28 يوليو 2001 وحتى 22 مايو 2002، وأشرف على تنظيمه اتحاد جورجيا لكرة القدم، وكان عدد الأندية المشاركة فيه 12، وفاز فيه توربيدو كوتيسي.